# Quint Pompeu Sosi Prisc
Quint Pompeu Sosi Prisc (llatí: Quintus Pompeius Sosius Priscus) va ser un magistrat romà del segle ii.
Va ser nomenat cònsol l'any 149 amb Servi Corneli Escipió Salvidiè Orfit, tal com indiquen els fastos.